# Rui Machida
Rui Machida (japonès: 町田 瑠唯)  (Asahikawa, 8 de març de 1993) és una jugadora de bàsquet japonesa. Va representar al Japó al torneig femení als Jocs Olímpics de Río de Janeiro 2016 i de Tòquio 2020. En aquest darrer campionat, la selecció japonesa va fer-se amb la medalla de plata, havent-se enfrontat en la final als Estats Units (90-75).